# Kris Meeke
Pour les articles homonymes, voir Meeke.
Kris Meeke, né le 2 juillet 1979 à Dungannon, est un pilote britannique de rallye professionnel depuis 2002 après avoir commencé sa carrière en tant que designer chez M-Sport. Il a remporté en 2009 le titre de champion en IRC. Avec son copilote Paul Nagle, il dispute en 2011 sa première saison en tant que titulaire WRC avec Mini.

## Débuts

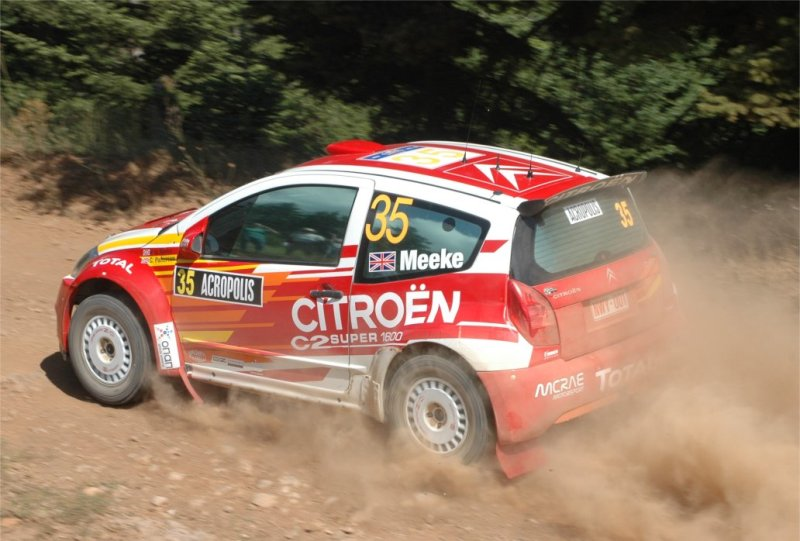
Meeke au volant d'une Citroën C2 S1600 au Rallye de l'Acropole 2005.

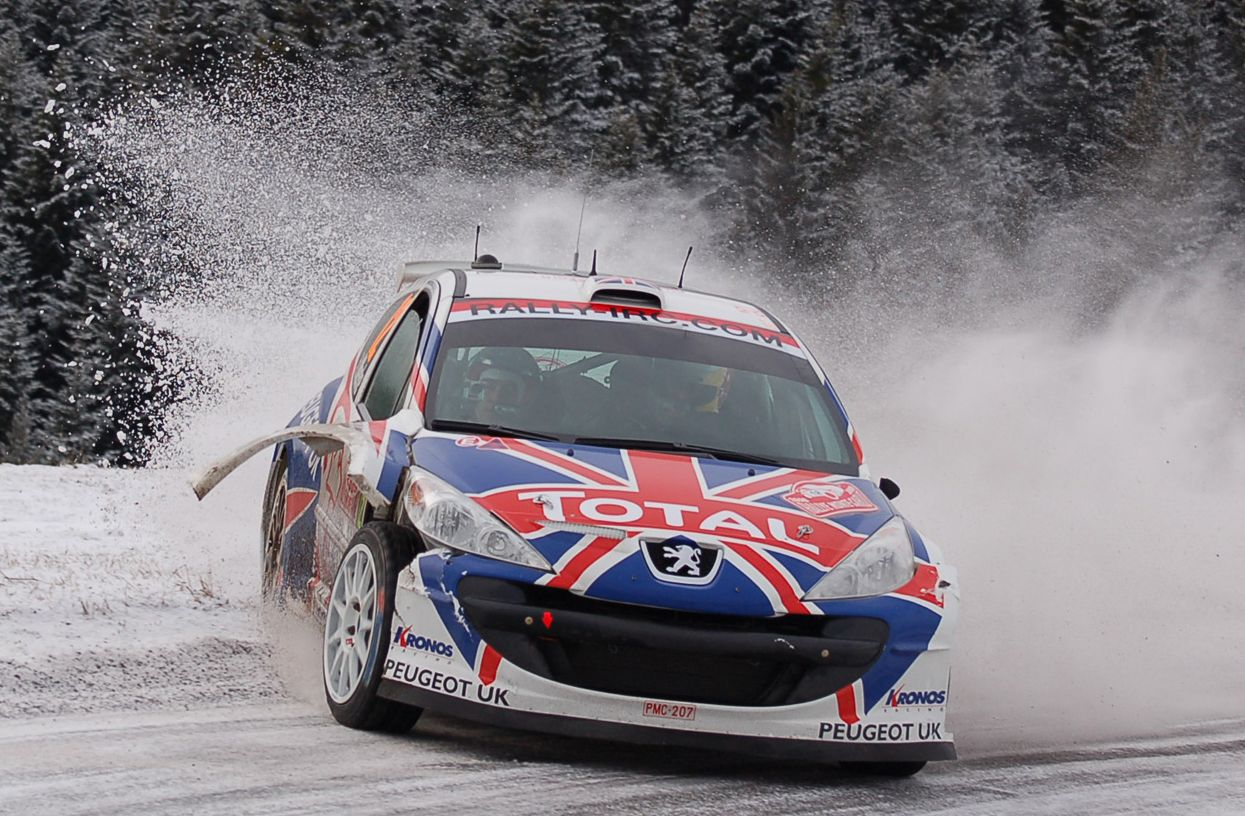
Meeke-Nagle durant le Rallye Monte-Carlo en 2009.

Né à Dungannon, en Irlande du Nord, Kris Meeke a étudié à la Queen's University de Belfast où il s'est diplômé en Ingénierie Mécanique. Il a d'abord travaillé pour M-Sport en tant que designer assisté par ordinateur. Il a fait ses premiers pas en rallye en 2000, remportant une course organisée par Peugeot pour les nouveaux pilotes de rallye. Sa première victoire fut elle aussi marquée du sceau de Peugeot, lors de la troisième manche de la Coupe Peugeot Super 106 en 2001, le Swansea Bay Festival National Rally.
C'est le champion du monde des rallyes Colin McRae qui a permis à la carrière de Kris Meeke de décoller, début 2002. Inscrit en championnat Junior britannique avec une Ford Puma, il s'est imposé dans sa catégorie au Rallye d'Écosse grâce à une stratégie définie par McRae, puis décrocha la deuxième place au Jim Clark Rally, le premier qu'il disputait entièrement sur asphalte. Grâce à une troisième place sur la dernière manche du championnat, Kris Meeke fut sacré champion britannique Junior et obtint la troisième place en S1600 britannique, alors qu'il ne s'agissait que de sa deuxième saison dans cette discipline.

## JWRC
Ces résultats permirent à Kris Meeke de faire son entrée en championnat du monde des rallyes Junior (JWRC) au volant d'une Opel Corsa préparée par le Team Palmer. Ses débuts furent marqués par plusieurs victoires de spéciales, mais également par des soucis techniques. En Italie, une deuxième place possible s'envola après un accident. Meeke pouvait à nouveau viser la deuxième place JWRC (la 17e au classement général) en Grande-Bretagne, pour la dernière manche de la saison, mais un choc avec un rocher a scellé la fin de sa course sur un tonneau.
La saison 2004 débuta avec brio, Kris Meeke remportant la troisième place dans sa catégorie au Rallye Monte-Carlo. Les rallyes de Grèce et de Turquie furent marqués par des problèmes mécaniques, mais il menait la course disputée par la suite en Finlande avant qu'une violente sortie de route ne le contraigne à l'abandon. Des problèmes électriques sur son Opel Corsa ont ensuite gâché son Rallye de Grande-Bretagne, ce qui ne l'a cependant pas empêché de monter sur la deuxième marche du podium.

## IRC
Kris Meeke et son copilote Paul Nagle ont disputé en 2009 l'Intercontinental Rally Challenge (IRC) au volant d'une Peugeot 207 S2000. Après une violente sortie au Rallye Monte-Carlo, le duo s'imposa au Brésil, au Portugal et en Belgique. Sa victoire au championnat fut scellée lors de l'avant-dernière manche, grâce à une victoire sur le Rallye Sanremo en Italie et alors que son plus proche rival, Jan Kopecký, était sorti de route. Kris Meeke signa sa fin de saison avec style, en remportant une dernière victoire au Rallye d'Écosse, grâce à 7 victoires de spéciales sur 13.
La saison 2010 de Kris Meeke fut plus difficile, illuminée par une seule victoire, au Brésil, et une troisième place au classement général. Mais, déjà, une nouvelle page de sa carrière s'écrivait avec Mini.

## WRC

### Programme partiel avec Mini
Le 30 septembre 2010, Mini confirme l'engagement de Kris Meeke pour la saison 2011 du WRC. Associé à Dani Sordo, son programme prévoit 6 manches pour la première saison puis un engagement à temps complet à partir de 2012.
Meeke subit plus que son coéquipier espagnol les problèmes de jeunesse de la Mini John Cooper Works WRC, qui le contraint à l'abandon malgré des performances prometteuses. En Sardaigne, il ne dispute que trois spéciales complètes, mais y signe notamment un troisième temps. En Finlande, il abandonne au cours de la dernière étape après avoir figuré deux fois dans le top 5 : il est victime de la surchauffe de son moteur. En Allemagne, il connait un rallye mouvementé à cause de ratés de son moteur, de crevaisons, ainsi que de quelques erreurs de pilotage sur une surface - l'asphalte - qu'il maîtrise peu. C'est finalement sur un problème électrique que sa course s'arrêtera sur l'avant-dernière spéciale. 
Longtemps dans le top 5 en Alsace, Meeke se fait piéger dans la deuxième journée, où une grosse sortie de route le contraint à l'abandon. Les choses s'améliorent lors des manches en Catalogne et au Pays de Galles, où le nord-irlandais termine cinquième puis quatrième. Malgré ces améliorations, Mini et Prodrive ne le conservent pas à plein temps pour la saison 2012, le laissant alors sans volant.  

### Les années Citroën

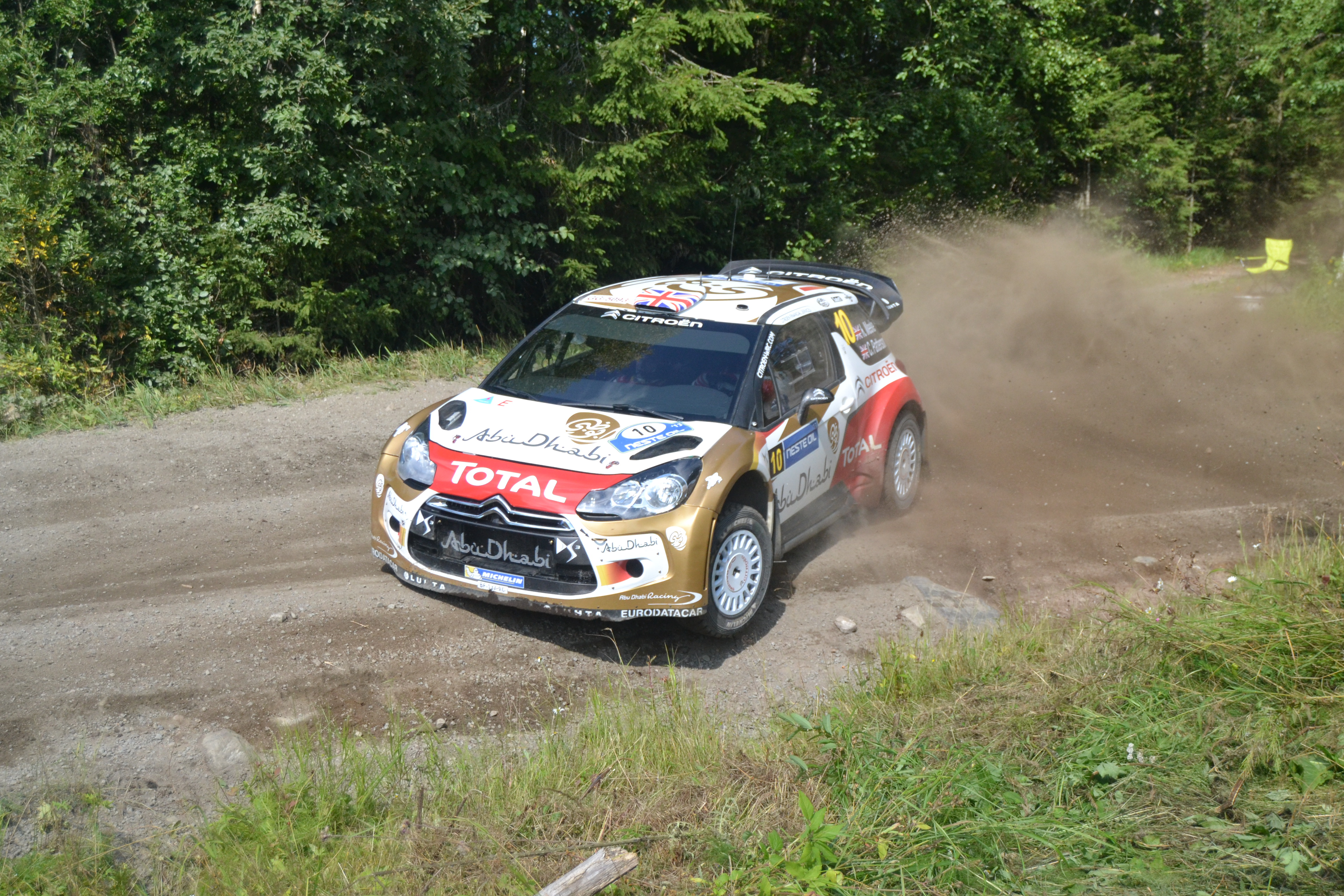
Kris Meeke durant le rallye de Finlande en 2013.

En 2013, toujours sans volant, Meeke est contacté par Yves Matton, patron de Citroën Racing, pour assurer 2 remplacements au cours de la saison 2013 du WRC : le premier lors du Rallye de Finlande, pour remplacer Khalid Al Qassimi, indisponible, et le second lors du Rallye d'Australie, à la place de Dani Sordo. Sur ces 2 manches, le natif de Dungannon, associé à Chris Patterson, se fait remarquer par sa pointe de vitesse, toujours bien présente, mais sort de la route lors des dernières journées de course, alors qu'il avait l'occasion de figurer 2 fois dans le top 5. 
En 2014, Kris Meeke rejoint l'équipe Citroën Total Abu Dhabi World Rally Team dans laquelle il est le coéquipier du norvégien Mads Østberg. Il effectue un programme complet et monte quatre fois sur la troisième marche du podium avant de terminer la saison à la 7e place du classement général. Sa saison est néanmoins ponctuée de plusieurs fautes, certaines le privant de chances réelles de première victoire, comme lors du Rallye d'Allemagne, où il tape un mur alors qu'il occupe la tête de course lors de la dernière journée. 
Pour la saison 2015, Citroën Racing confirme dans un premier temps Kris Meeke, puis officialise également son coéquipier Mads Østberg en tant que titulaire quelques semaines plus tard. 
Sa saison démarre pourtant mal à cause de plusieurs erreurs de pilotage : au Monte-Carlo, lors de la deuxième journée, alors qu'il occupe la quatrième position, il fait une excursion dans un fossé qui lui vaut la casse de sa suspension arrière gauche, cela le fait chuter à la dixième place. Il achèvera son rallye au même rang.
Lors des deux rallyes suivants, en Suède puis au Mexique, son manque d'expérience lui vaut de se mettre hors Top 10 dès le début des rallyes à cause de divers accidents. 
Lors du Rallye d'Argentine, la tendance s'inverse pour Kris et Paul, bénéficiant des déboires successifs des pilotes Volkswagen et M-Sport, ils parviennent à achever la deuxième journée du rallye en première position devant leur équipier Mads Østberg et Jari-Matti Latvala. Le lendemain, malgré un tête-à-queue et un problème moteur, Kris reste en tête devant Mads malgré plus de trente secondes perdues sur celui-ci à cause des problèmes rencontrés plus tôt. Le dimanche, Kris et Paul parviennent à résister à la pression et remportent leur première victoire en WRC, permettant ainsi à Citroën Racing de remporter sa première victoire depuis l'Allemagne en 2013 et de signer un doublé, leurs équipiers Østberg et Andersson ayant achevé le rallye à 18,1 secondes de l'équipage victorieux. 
La suite de sa saison est plus difficile : souvent très rapide et dans un rythme similaire à celui des pilotes Volkswagen, le Nord-Irlandais commet néanmoins de nombreuses fautes de pilotage, certaines lui faisant de nouveau perdre des chances de bons résultats. Il arrache cependant 2 autres podiums en Australie et au Pays de Galles.  
À l'issue de la saison 2015, malgré la menace persistante de ne pas se voir reconduit par son équipe, Kris Meeke signe chez Citroën pour trois ans de 2016 à 2018. L'équipe Citroën ne participe pas au championnat du monde en 2016, mais profite de cette année pour développer une nouvelle voiture pour la saison 2017. Kris Meeke est prioritairement chargé du développement de cette nouvelle World Rally Car et participe au championnat au volant d'une DS3 WRC de l'équipe privée "Abu Dhabi Total WRT" gérée par PHsport. Meeke est contraint à l'abandon lors du rallye Monte-Carlo après avoir heurté un rocher. Kris connaîtra le même problème en Suède. Au Portugal, après 2 mois d'absence, Kris profite de sa position de départ pour prendre les commandes du rallye dès la seconde spéciale et remporter sa seconde victoire en WRC avec 29.7 secondes d'avance sur Andreas Mikkelsen et Sébastien Ogier , permettant au team "Abu Dhabi Total WRT (PHSport)" de remporter sa première victoire en WRC. L'histoire se répétera en Finlande où il s'empare de la tête du Rallye dès le second chrono et signe sa troisième victoire mondiale devant Jari-Matti Latvala et son équipier Craig Breen, devenant ainsi le sixième pilote non-nordique à gagner sur les routes finlandaises et le premier britannique à remporter cette épreuve.   
Sa fin de saison sera plus difficile. Initialement présent au Rallye de Chine, il ne pourra pas prendre part à l'épreuve asiatique, celle-ci ayant été annulée à cause du trop mauvais état du parcours. Au Tour de Corse, il est victime d'une crevaison au cours de la première journée de course alors qu'il se bat avec Sébastien Ogier pour la victoire, lui faisant perdre ses chances de succès. Un touchette le lendemain le fait sombrer au classement. En Catalogne, il est victime le premier jour d'un tonneau sans grande gravité pour sa voiture mais qui l'empêche de se mêler à la lutte pour le podium. Une casse moteur le contraint à l'abandon le Dimanche alors qu'il occupe la cinquième place.   
Au Wales Rally GB, sa position de départ désavantageuse ne lui permet pas de meilleur résultat que la cinquième place pour son dernier Rallye avec la DS3 WRC.    

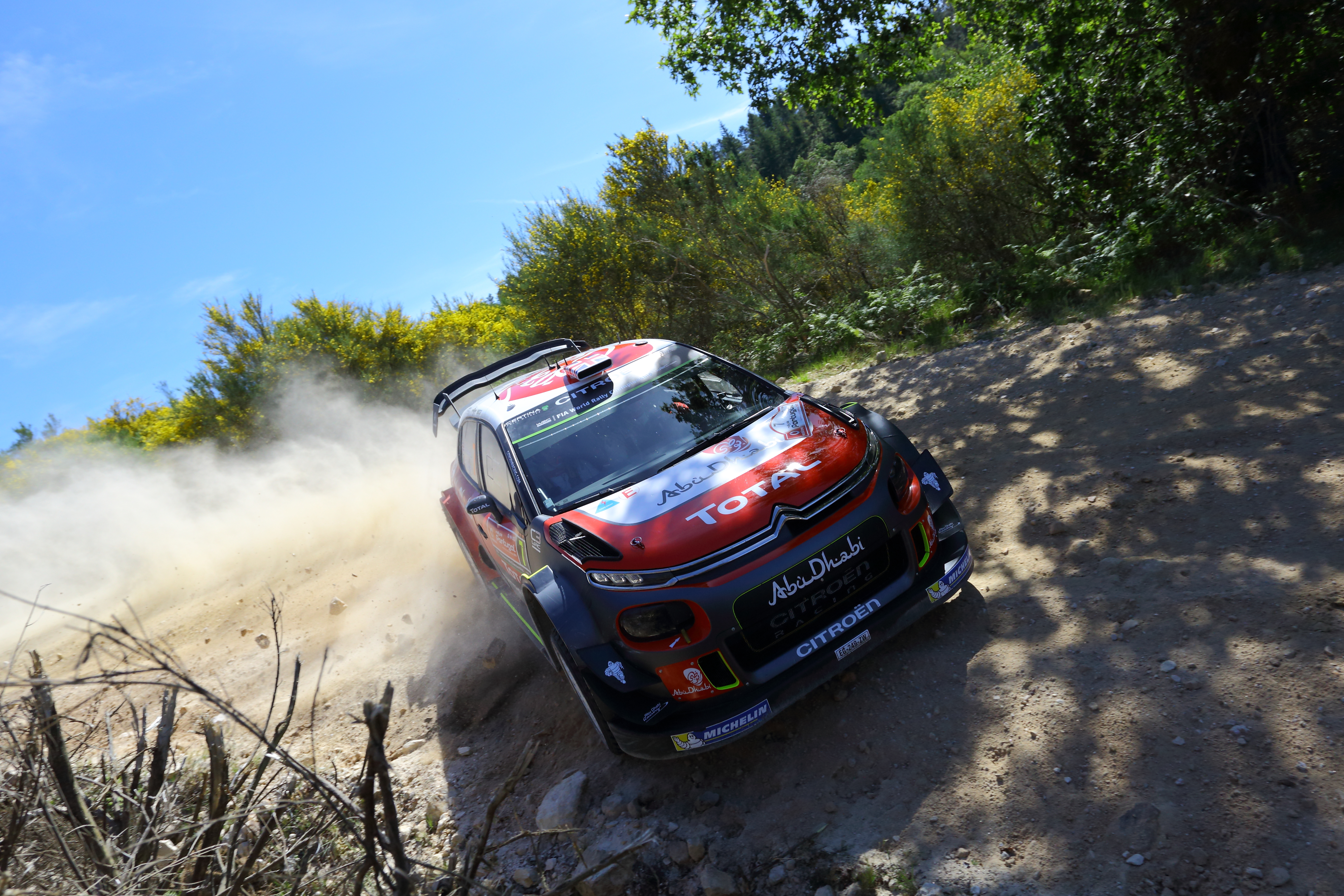
Kris Meeke durant le rallye du Portugal en 2017.

La saison 2017 est marquée par l'arrivée d'une nouvelle réglementation technique avec des voitures plus puissantes, plus légères et plus imposantes sur le plan aérodynamique. Kris reçoit une nouvelle monture, la C3 WRC.   
Malheureusement, la saison débute très mal pour le nord-irlandais. Au Monte-Carlo, alors qu'il occupe le troisième rang au début de la seconde journée, il sort de la route à haute vitesse et ne peut ne pourra repartir le lendemain que grâce à la règle du Rally2. Les problèmes ne s'arrêtent pas là. Il est victime comme son équiper Stéphane Lefebvre, de nombreux problèmes de jeunesses de sa monture. Pour ne rien arranger, il est victime d'un accident en liaison l'empêchant de repartir définitivement au cours de la troisième journée. En Suède, alors qu'il occupe le cinquième rang, il sort de la route à cause d'une mauvaise prise de notes dans la deuxième journée, et se retrouve bloqué pendant plus de 8 minutes. Grâce à l'aide des spectateurs, il parvient à repartir mais ne pourra faire mieux que douzième.   
Le Rallye du Mexique permet d'inverser la tendance malgré une très grosse chaleur dans la Power Stage : en tête depuis le début de la deuxième étape et bénéficiant d'une marge de plus de 30 secondes d'avance sur Sébastien Ogier, son plus proche poursuivant, Kris n'a alors besoin que de rallier l'arrivée sans prendre de risque pour remporter un quatrième succès en Mondial. Mais à un kilomètre de l'arrivée, l'impensable se produit : Kris sort de la route après avoir raté un virage rapide ! En manque de repères, Kris effectuera un détour dans le parking où il a atterri avant de revenir sur le tracé et de gagner in extremis sa quatrième victoire en WRC avec 13,8 secondes d'avance sur Ogier, l'une des arrivées les plus folles qui aient été données de voir en WRC. Lui-même et Paul avaient du mal à réaliser ce qui venait de se produire à l'arrivée.
La malchance poursuit Meeke lors du Tour de Corse. Le pilote britannique a dû abandonner le samedi, sur casse moteur, alors qu'il était en tête du rallye depuis le départ.    
La série noire continue pour le nord irlandais lors des trois rallyes suivants où Kris commet coup sur coup des erreurs (dont une sortie de route effrayante de violence en Argentine où sa C3 se retrouve intégralement pulvérisée après une mauvaise réception de l'arrière sur une compression) lourdes de conséquences pour le championnat pilote et constructeur, au point de se voir remplacer par Andreas Mikkelsen pour le Rallye de Pologne. De retour en Finlande, il ne peut faire mieux que huitième, à 3 minutes du vainqueur Esapekka Lappi, à cause d'un manque de confiance avec la voiture et d'une touchette avec un rocher. En Allemagne, sa course se retrouve stoppée seulement 500 mètres après le départ à la suite d'un contact avec un bloc de béton qui cassera sa direction. Reparti le lendemain, le duo choisira finalement d'abandonner pour permettre à Paul de rejoindre sa femme qui vient alors d'accoucher.    
En difficulté pour conserver sa place au sein de l'équipe, Kris verra néanmoins Yves Matton lui renouveler sa confiance pour 2018 où il sera aligné sur l'intégralité du calendrier.    
Kris retrouve une bonne dynamique en Catalogne où, après avoir occupé la troisième place lors de la première étape terre, il prendra un avantage significatif sur l'asphalte qui lui permettra de s'imposer pour la deuxième fois de la saison, la première fois de sa carrière sur le goudron.    
Au RAC, il achève sa course à la septième place, après avoir notamment dû parcourir 2 spéciales sans la partie supérieure de son aileron arrière. Il finit au même rang lors du Rallye d'Australie, ultime manche de la saison, et termine là aussi septième au classement général avec 77 points.
La saison 2018 débute avec le Monte-Carlo et une quatrième place encourageante, mais la dynamique est enrayée avec un abandon au Rallye de Suède. Une éclaircie arrive cependant au Rallye du Mexique avec une troisième place finale synonyme de premier podium pour le duo. Cependant, ce dernier va commettre une sortie de route lors de la deuxième journée du Tour de Corse, le faisant achever sa course au neuvième rang, alors qu'un podium était possible. C'est une crevaison qui aura raison des espoirs de podium de Meeke en Argentine, alors deuxième avant de crever.
Malheureusement pour Kris, le rallye suivant, le Rallye du Portugal, tourne au cauchemar, avec tout d'abord une crevaison le faisant reculer au classement alors qu'il était en tête, puis une sortie à haute vitesse conduisant à un abandon définitif. Peu après, le Citroën Racing annonce remercier le duo pour la suite de la saison, l’équipe mentionnant les « trop fréquentes sorties de route dont certaines, particulièrement violentes, auraient pu avoir de lourdes conséquences pour la sécurité de l’équipage alors que la prise de risque n’était pas justifiée par des enjeux sportifs », sonnant ainsi de manière brutale le glas de la collaboration entre le Nord-Irlandais et l'équipe française, après 4 saisons.

### Nouveau challenge chez Toyota
En octobre 2018, il est annoncé que Kris Meeke est engagé pour la saison 2019 par Toyota. Le Britannique fait en revanche son retour sans son habituel copilote irlandais Paul Nagle, expliquant qu'il ressentait le besoin de vivre quelque chose de différent, y compris concernant l'ambiance dans la voiture. C'est Sebastian Marshall, copilote d'Hayden Paddon en 2018, qui sera aux côtés de Meeke.

## Palmarès

### Titre
| Saison | Titre                                           | Voiture           |
| ------ | ----------------------------------------------- | ----------------- |
| 2010   | Vainqueur de la coupe d'Europe FIA de zone sud  | Peugeot 207 S2000 |
| 2009   | Vainqueur de l'Intercontinental Rally Challenge | Peugeot 207 S2000 |

### Victoires
Victoires en Championnat Du Monde Des Rallyes (WRC) 
| # | Saison | Rallye                         | Pays      | Copilote   | Voiture         |
| - | ------ | ------------------------------ | --------- | ---------- | --------------- |
| 1 | 2015   | 34e XION Rally Argentina       | Argentine | Paul Nagle | Citroën DS3 WRC |
| 2 | 2016   | 50e Vodafone Rally de Portugal | Portugal  | Paul Nagle | Citroën DS3 WRC |
| 3 | 2016   | 66e Neste Rally Finland        | Finlande  | Paul Nagle | Citroën DS3 WRC |
| 4 | 2017   | 31e Rallye du Mexique          | Mexique   | Paul Nagle | Citroën C3 WRC  |
| 5 | 2017   | 53e Rallye de Catalogne        | Espagne   | Paul Nagle | Citroën C3 WRC  |

#### Victoires en Intercontinental Rally Challenge (IRC)
| # | Saison | Rallye                              | Pays     | Copilote   | Voiture           |
| - | ------ | ----------------------------------- | -------- | ---------- | ----------------- |
| 1 | 2009   | 29e Rally Internacional de Curitiba | Brésil   | Paul Nagle | Peugeot 207 S2000 |
| 2 | 2009   | 44e Rallye des Açores               | Portugal | Paul Nagle | Peugeot 207 S2000 |
| 3 | 2009   | 45e Rallye d'Ypres                  | Belgique | Paul Nagle | Peugeot 207 S2000 |
| 4 | 2009   | 51e Rallye Sanremo                  | Italie   | Paul Nagle | Peugeot 207 S2000 |
| 5 | 2010   | 30e Rally Internacional de Curitiba | Brésil   | Paul Nagle | Peugeot 207 S2000 |

#### Autres victoires
| #                         | Saison | Rallye                             | Pays        | Copilote        | Voiture                 |
| ------------------------- | ------ | ---------------------------------- | ----------- | --------------- | ----------------------- |
| 1                         | 2007   | International Rally of the Lakes   | Irlande     | Jonas Andersson | Subaru Impreza WRC 2005 |
| 2                         | 2007   | 30e Ulster International Rally     | Royaume-Uni | Paul Nagle      | Subaru Impreza WRC 2005 |
| 3                         | 2008   | 18e SOL Rally Barbados             | Barbade     | Paul Nagle      | Toyota Corolla WRC      |
| 4                         | 2009   | 19e SOL Rally Barbados             | Barbade     | Paul Nagle      | Subaru Impreza WRC 2003 |
| 5                         | 2010   | 29e Rallye Costa Smeralda Sardegna | Italie      | Paul Nagle      | Peugeot 207 S2000       |
| Références : ewrc-results |        |                                    |             |                 |                         |

### Résultats

#### Résultats IRC complets
| 2009 | MON | BRA | KEN | POR | BEL | RUS | POR | CZE | ESP | ITA | JPN | GBR |     | 66 | 1er |  |  |  |
| 2009 | Ab. | 1er | -   | 1er | 1er | -   | 5e  | 2e  | 2e  | 1er | An. | Dq. |     | 66 | 1er |  |  |  |
|      |     |     |     |     |     |     |     |     |     |     |     |     |     |    |     |  |  |  |
| 2010 | MON | BRA | ARG | ESP | ITA | BEL | POR | POR | CZE | ESP | ITA | GBR | CYP | 39 | 3e  |  |  |  |
| 2010 | Ab. | 1er | Ab. | 4e  | Ab. | Ab. | 2e  | Ab. | 4e  | An. | 4e  | 3e  | -   | 39 | 3e  |  |  |  |

#### Résultats WRC complets
| Saison     | Rallye | Rallye | Rallye | Rallye | Rallye | Rallye | Rallye | Rallye | Rallye | Rallye | Rallye | Rallye | Rallye | Rallye | Rallye | Rallye | Points | Classement final |
| ---------- | ------ | ------ | ------ | ------ | ------ | ------ | ------ | ------ | ------ | ------ | ------ | ------ | ------ | ------ | ------ | ------ | ------ | ---------------- |
| 2002       | MON    | SWE    | FRA    | ESP    | CYP    | ARG    | GRE    | KEN    | FIN    | GER    | ITA    | NZL    | AUS    | GBR    |        |        | 0      | -                |
| 2002       | -      | -      | -      | -      | -      | -      | -      | -      | -      | -      | -      | -      | -      | Ab.    |        |        | 0      | -                |
|            |        |        |        |        |        |        |        |        |        |        |        |        |        |        |        |        |        |                  |
| 2003       | MON    | SWE    | TUR    | NZL    | ARG    | GRE    | CYP    | GER    | FIN    | AUS    | ITA    | FRA    | ESP    | GBR    |        |        | 0      | -                |
| 2003       | 29e    | -      | Ab.    | -      | -      | Ab.    | -      | -      | Ab.    | -      | Ab.    | -      | 19e    | Ab.    |        |        | 0      | -                |
| J-WRC 2003 | 12e    |        | Ab.    |        |        | Ab.    |        |        | Ab.    |        | Ab.    |        | 2e     | Ab.    |        |        | 8      | 14e (J-WRC)      |
|            |        |        |        |        |        |        |        |        |        |        |        |        |        |        |        |        |        |                  |
| 2004       | MON    | SWE    | MEX    | NZL    | CYP    | GRE    | TUR    | ARG    | FIN    | GER    | JPN    | GBR    | ITA    | FRA    | ESP    | AUS    | 0      | -                |
| 2004       | 14e    | -      | -      | -      | -      | Ab.    | Ab.    | -      | Ab.    | -      | -      | 16e    | 20e    | -      | 25e    | -      | 0      | -                |
| J-WRC 2004 | 3e.    |        |        |        |        | Ab.    | Ab.    |        | Ab.    |        |        | 2e     | 7e     |        | 25e    |        | 19     | 7e (J-WRC)       |
|            |        |        |        |        |        |        |        |        |        |        |        |        |        |        |        |        |        |                  |
| 2005       | MON    | SWE    | MEX    | NZL    | ITA    | CYP    | TUR    | GRE    | ARG    | FIN    | GER    | GBR    | JPN    | FRA    | ESP    | AUS    | 0      | -                |
| 2005       | 11e    | -      | -      | -      | 20e    | -      | -      | 26e    | -      | 39e    | 14e    | 9e     | -      | 25e    | 28e    | -      | 0      | -                |
| J-WRC 2005 | 1er    |        | -      |        | 3e.    |        |        | 6e     |        | 7e     | 2e     |        |        | 8e     | 7e     |        | 32     | 3e (J-WRC)       |
|            |        |        |        |        |        |        |        |        |        |        |        |        |        |        |        |        |        |                  |
| 2006       | MON    | SWE    | MEX    | ESP    | FRA    | ARG    | ITA    | GRE    | GER    | FIN    | JPN    | CYP    | TUR    | AUS    | NZL    | GBR    | 0      | -                |
| 2006       | -      | -      | -      | 19e    | Ab.    | -      | -      | -      | 16e    | Ab.    | -      | -      | 20e    | -      | -      | Ab.    | 0      | -                |
| J-WRC 2006 |        | -      |        | 3e     | Ab.    | -      | -      |        | 1er    | Ab.    |        |        | 5e     |        |        | Ab.    | 20     | 7e (J-WRC)       |
|            |        |        |        |        |        |        |        |        |        |        |        |        |        |        |        |        |        |                  |
| 2007       | MON    | SWE    | NOR    | MEX    | POR    | ARG    | ITA    | GRE    | FIN    | GER    | NZL    | ESP    | FRA    | JPN    | IRL    | GBR    | 0      | -                |
| 2007       | -      | -      | -      | -      | -      | -      | -      | -      | -      | -      | -      | -      | -      | -      | Ab.    | -      | 0      | -                |
|            |        |        |        |        |        |        |        |        |        |        |        |        |        |        |        |        |        |                  |
| 2008       | MON    | SWE    | MEX    | ARG    | JOR    | ITA    | GRE    | TUR    | FIN    | GER    | NZL    | ESP    | FRA    | JPN    | GBR    |        | 0      | -                |
| 2008       | -      | -      | -      | -      | -      | -      | -      | -      | -      | 24e    | -      | Ab.    | -      | -      | -      |        | 0      | -                |
| J-WRC 2008 |        |        | -      |        | -      | -      |        |        | -      | -      |        | Ab     | -      |        |        |        | 0      | -                |
|            |        |        |        |        |        |        |        |        |        |        |        |        |        |        |        |        |        |                  |
| 2011       | SWE    | MEX    | POR    | JOR    | ITA    | ARG    | GRE    | FIN    | GER    | AUS    | FRA    | ESP    | GBR    |        |        |        | 25     | 11e              |
| 2011       | -      | -      | -      | -      | Ab.    | -      | -      | Ab.    | Ab.    | -      | Ab.    | 5e     | 4e     |        |        |        | 25     | 11e              |
|            |        |        |        |        |        |        |        |        |        |        |        |        |        |        |        |        |        |                  |
| 2013       | MON    | SWE    | MEX    | POR    | ARG    | GRE    | ITA    | FIN    | GER    | AUS    | FRA    | ESP    | GBR    |        |        |        | 0      | -                |
| 2013       | -      | -      | -      | -      | -      | -      | -      | Ab.    | -      | -      | -      | -      | -      |        |        |        | 0      | -                |
|            |        |        |        |        |        |        |        |        |        |        |        |        |        |        |        |        |        |                  |
| 2014       | MON    | SWE    | MEX    | POR    | ARG    | ITA    | POL    | FIN    | GER    | AUS    | FRA    | ESP    | GBR    |        |        |        | 92     | 7e               |
| 2014       | 3e     | 10e    | Ab.    | Ab.    | 3e     | 19e    | 7e     | 3e     | Ab.    | 4e     | 3e     | 19e    | 6e     |        |        |        | 92     | 7e               |
|            |        |        |        |        |        |        |        |        |        |        |        |        |        |        |        |        |        |                  |
| 2015       | MON    | SWE    | MEX    | ARG    | POR    | ITA    | POL    | FIN    | GER    | AUS    | FRA    | ESP    | GBR    |        |        |        | 112    | 5e               |
| 2015       | 10e    | 7e     | 16e    | 1er    | 4e     | 24e    | 7e     | 17e    | 12e    | 3e     | 4e     | 5e     | 2e     |        |        |        | 112    | 5e               |
|            |        |        |        |        |        |        |        |        |        |        |        |        |        |        |        |        |        |                  |
| 2016       | MON    | SWE    | MEX    | ARG    | POR    | ITA    | POL    | FIN    | GER    | CHN    | FRA    | ESP    | GBR    | AUS    |        |        | 64     | 9e               |
| 2016       | Ab.    | 23e    | -      | -      | 1er    | -      | -      | 1er    | -      | An.    | 16e    | Ab.    | 5e     | -      |        |        | 64     | 9e               |
|            |        |        |        |        |        |        |        |        |        |        |        |        |        |        |        |        |        |                  |
| 2017       | MON    | SWE    | MEX    | FRA    | ARG    | POR    | ITA    | POL    | FIN    | GER    | ESP    | GBR    | AUS    |        |        |        | 77     | 7e               |
| 2017       | Ab.    | 12e    | 1er    | Ab.    | Ab.    | 18e    | Ab.    | -      | 8e     | Ab.    | 1er    | 7e     | 7e     |        |        |        | 77     | 7e               |
|            |        |        |        |        |        |        |        |        |        |        |        |        |        |        |        |        |        |                  |
| 2018       | MON    | SWE    | MEX    | FRA    | ARG    | POR    | ITA    | FIN    | GER    | TUR    | GBR    | ESP    | AUS    |        |        |        | 43     | 14e              |
| 2018       | 4e     | 32e    | 3e     | 9e     | 7e     | Ab.    | -      | -      | -      | -      | -      | -      | -      |        |        |        | 43     | 14e              |
|            |        |        |        |        |        |        |        |        |        |        |        |        |        |        |        |        |        |                  |
| 2019       | MON    | SWE    | MEX    | FRA    | ARG    | CHI    | POR    | ITA    | FIN    | GER    | TUR    | GBR    | ESP    | AUS    |        |        | 98     | 6e               |
| 2019       | 6e     | 6e     | 5e     | 9e     | 4e     | 10e    | Ab.    | 8e     | Ab.    | 2e     | 7e     | 4e     | 29e    | An.    |        |        | 98     | 6e               |